# Custom Line

Il marchio Ferretti Custom Line

Custom Line è un marchio del Gruppo Ferretti, azienda italiana attiva nella progettazione, costruzione e commercializzazione di motor yacht. Ferretti Custom Line fa parte del Gruppo dal 1996 ed è attivo nella produzione di maxi yacht in vetroresina da 26 metri a 42 metri.
I suoi cantieri di produzione sono situati ad Ancona e Cattolica, mentre la sede centrale si trova a Forlì.

## Storia
Ferretti Custom Line nasce nel 1996 come Custom Line S.p.A. per la volontà dei quattro creatori Norberto Ferretti, Ottavio Cascino, Carlo Moschini, Lamberto Tacol. La mission era la gestione degli yacht Ferretti oltre gli 88 piedi, l'ampliamento della gamma e l'ingresso nel segmento degli yacht flybridge in vetroresina dai 28 ai 40 metri. Il marchio del gruppo utilizza la doppia F che caratterizza le imbarcazioni Ferretti Yachts, a cui è aggiunta come piede la scritta “Custom Line”.

## L'azienda
Custom Line è uno degli otto marchi di Ferretti Group.

## Le imbarcazioni
Custom Line ha in produzione quattro imbarcazioni, appartenenti alla linea planante e due appartenenti alla linea semidislocante. Il design di ogni imbarcazione nasce dalla collaborazione tra lo Studio Zuccon International Project, l'AYT (Advanced Yacht Technology), e il Gruppo Ferretti.
La linea planante è rappresentata dai modelli Custom Line 97', 108' e 124', caratterizzati da uno scafo dalla linea filante e in grado di raggiungere importanti velocità massime e di crociera.
La linea semi-dislocante è rappresentata da Navetta 28 e Navetta 33 Crescendo. Questi due modelli sono caratterizzati da scafi dalle linee classiche e sono adatti a una navigazione di lungo raggio.
I modelli della linea custom sono caratterizzati dalla personalizzazione da parte dell'armatore degli elementi non strutturali, in collaborazione con gli architetti del Gruppo Ferretti.
Le imbarcazioni di questa linea installano il sistema di stabilizzazione Anti Rolling Gyro, che dimezza il rollio delle onde, il sistema Naviop, per il controllo delle funzioni di bordo attraverso uno schermo, e una motorizzazione common rail a norma ISO 14509.
Tra le imbarcazioni del passato vi sono il Custom Line 112' Next e la Custom Line Navetta 26.